# Rata dels matolls
La rata dels matolls (Rattus fuscipes) és una espècie de rosegador de la família dels múrids. És endèmica d'Austràlia.